# ملچ

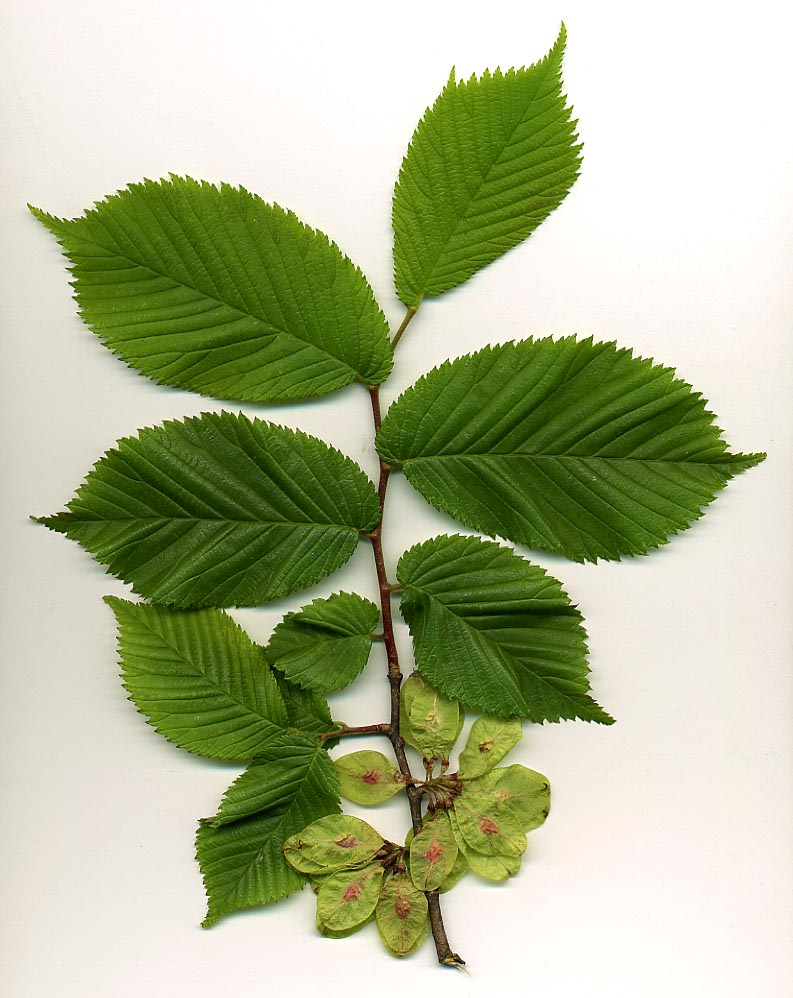
برگ و دانه درخت ملچ

مَلَچ (نام علمی:  Ulmus glabra) نام گونه‌ای درخت جنگلی است. در فرهنگ معین این درخت گونه‌ای نارون شمرده شده، که در شمال همین نام ملچ را دارد، در خراسان گرزم و نام فارسی عام آن گِریز آمده است.
چوب ملچ به رنگ قهوه‌ای مایل به قرمز است و گاهی اوقات رگه‌های سبز رنگی در آن دیده می‌شود. چوبی درشت‌بافت، نیمه‌سخت و نیمه‌سنگین، نسبتاً بادوام و در برابر ضربه بادوام و نسبت به خمش مقاوم است. از این چوب بیشتر در کاسهٔ تنبور، ساختمانهای چوبی، ساخت مبلمان، روکش، قایق سازی، وسایل ورزشی، در و پنجره و تخته لائی استفاده می‌شود.همچنین از این چوب بدلیل سختی و مقاومت در نزاع های بومی و انواع چوبکشی ها استفاده می شده است.

## ویژگی های زیستی
ملچ درختی با طول عمر (۱ تا ۴۰۰ سال) است که می‌تواند تا ارتفاع ۵۰ متر رشد کند. تاج آن را پرداخت کرده و گرد کرده و برای استفاده در پارک‌ها و بلوارها مناسب است. این درخت در شرایط آب و هوایی متنوع، از جمله خشک و خشک، رشد می‌کند و با خاک‌های لومی، شنی و ماسه‌ای با زهکشی خوب سازگار است.

## مشخصات ظاهری
- برگ‌ها : بیضی‌مانند تا مستطیلی، با بافت زبر و رنگ سبز تیره، طول ۷.۵ تا ۱۵ سانتی‌متر و عرض ۲.۵ تا ۷.۵ سانتی‌متر. لبه‌ها دوقلو دندانه‌دار و نوک برگ‌ها تیز است. در پاییز به رنگ زرد کدر درمی‌آیند.
- گل‌ها : قرمز بنفش، در اوایل تا میانه بهار قبل از رویش برگ‌ها، در خوشه‌های ۱۰ تا ۲۰ گل ظاهر می‌شوند. گل‌ها هر دو جنسیتی هستند.
- میوه : سمارهای کوچک با بال، که دانه در مرکز قرار دارد و با باد پراکنده می‌شود.
- ابعاد : ارتفاع ۲۱ تا ۳۰ متر، عرض ۱۵ تا ۲۱ متر.
- مقاومت : مقاوم در برابر هوا، نیاز کم به آبیاری، و سازگار با شرایط محیطی مختلف.

## پراکندگی
ملچ در مناطق شمال ایران، به‌ویژه در جنگل‌های مازندران، گیلان و گرگان، می‌شود. در سطح جهانی، این درخت در مناطق معتدل از بریتانیا تا سیبری رشد می‌کند. در ایران، ملچ به دلیل بیماری هلندی نارون کمیاب شده است.

## بیماری‌ها و چالش‌ها
ملچ با چالش‌های زیستی و صنعتی متعددی می‌گوید:
- بیماری هلندی نارون : بیماری قارچی که توسط خرچنگ‌های پوسته‌ای منتقل می‌شود و باعث خشک شدن، ریزش برگ و مرگ درخت می‌شود.
- سایر بیماریها : نکروز (فیتوپلاسما)، چوب تر (باکتریایی)، پوسیدگی، زخم و لکه های برگ.
- آفات : حشرات مانند خرچنگ های پوسته های، کرم ها و کپک ها.
- چالش‌های صنعتی : تغییر شکل در ساخت و ساز، سخت‌های ضعیف، وزن سنگین نسبت به مواد سنتتیک، انتخاب رنگ محدود، و نیاز به کاشت دقیق و مراقبت برای جلوگیری از آفات.

جدول زیر بیماری ها و افات ملچ را خلاصه می کند:
| بیماری/آفت         | توضیحات                                                    |
| ------------------ | ---------------------------------------------------------- |
| بیماری هلندی نارون | قارچی، منتقل‌شده توسط خرچنگ‌های پوسته‌ای، باعث مرگ درخت می‌شود |
| نکروز              | فیتوپلاسما، خشک شدن و مرگ                                  |
| چوب تر             | باکتریایی، باعث خشک شدن می شود                             |
| افات               | خرچنگ های پوسته های، کرم ها، کپک ها                        |

## تاریخچه
در گذشته، ملچ به طور مستقیم در ایالات متحده آمریکا به عنوان درخت سایه‌دار در پارک‌ها و چمن‌زارها کاشته می‌شد، اما به دلیل بیماری هلندی نارون، از آن استفاده می‌کرد. در ایران، این درخت از دیرباز در جنگل‌های شمالی وجود داشته و چوب آن در صنایع سنتی و مدرن کاربرد دارد.

## نگارخانه

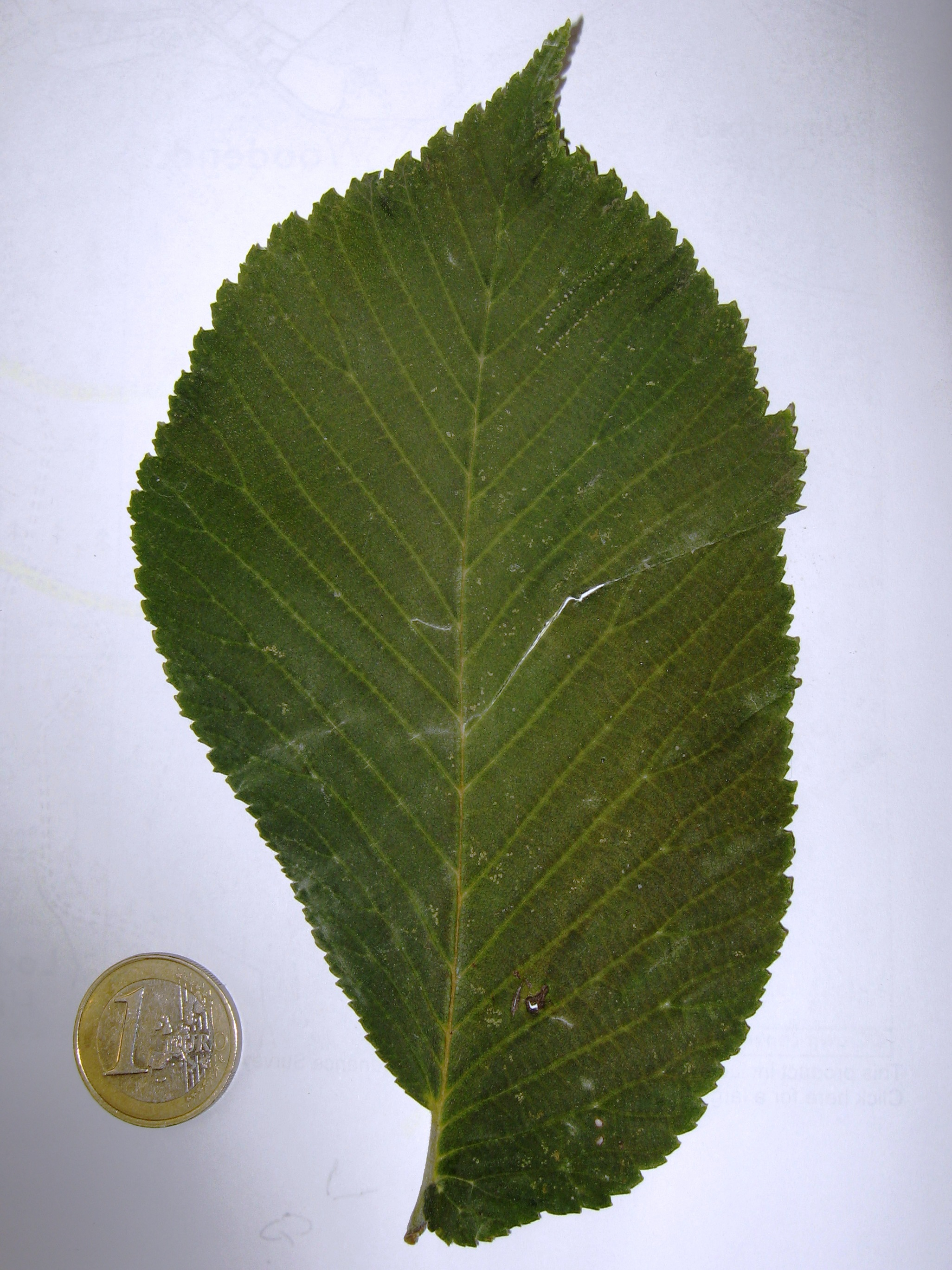
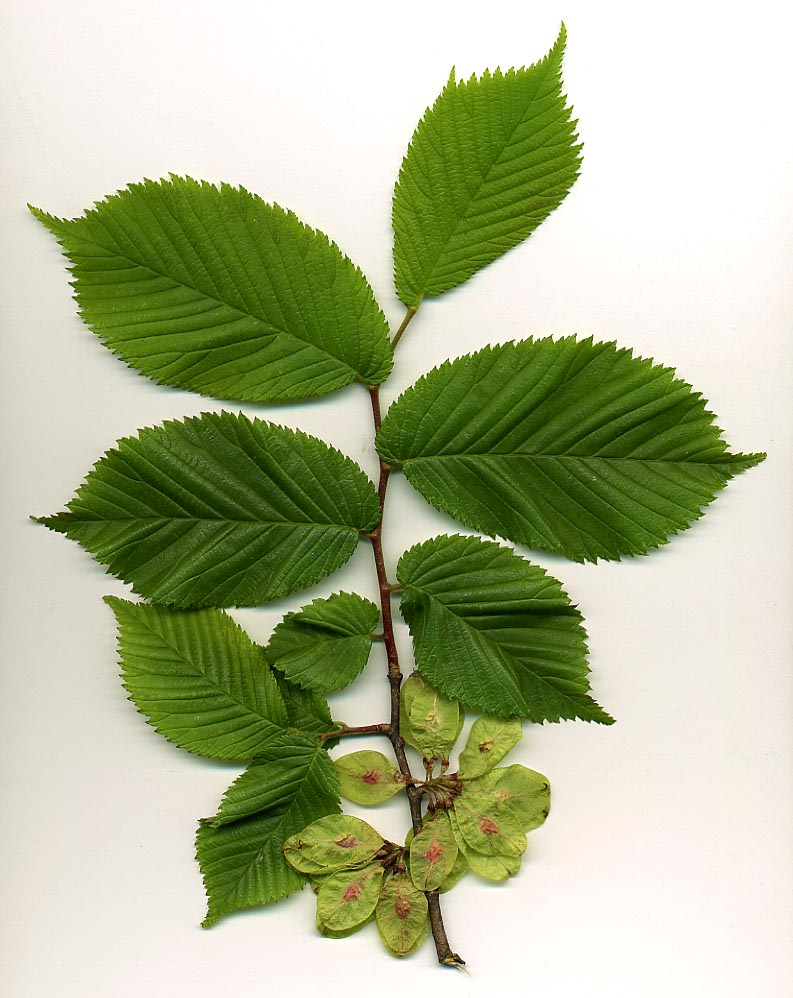
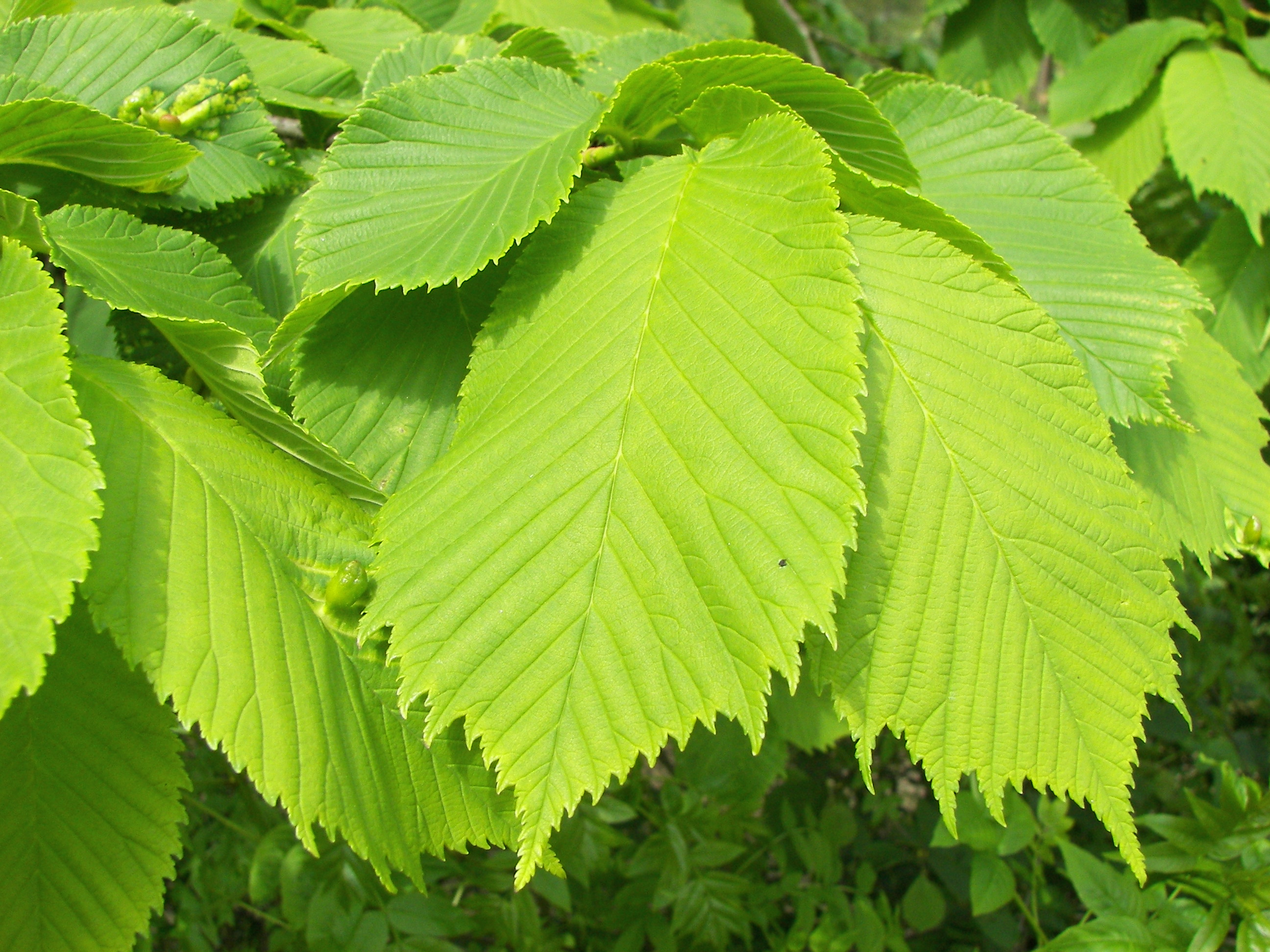